# 藤間章宝
藤間 章宝（ふじま しょうほう、1962年 - ）は、東京九段生まれの日本舞踊家。藤間章宝日本舞踊研究所主催。日本舞踊協会の公演、藤間流の公演、藤間仁章主催の舞踊公演、国立劇場などでの舞台を踏みながら現在東京を中心に活動を行なっている。

## 経歴
- 1962年 東京九段に生まれる。
- 1967年 藤間章江に師事
- 1967年 舞踊章会にて「関の小万」で初舞台
- 1979年 藤間流家元藤間勘右衛門より名取を許され、藤間章宝を名乗る。
- 1980年 舞踊章会にて「本朝二十四孝」で名披露目（国立劇場小劇場）
- 1984年 東京家政学院大学卒業
- 1985年 藤間章江没、後継者の藤間仁章に師事。
- 1988年 藤間流教授試験合格、家元より教授免状を許される。
- 1993年 舞踊「宝の会」の発表会を主催、リサイタル開催。
- 1998年 第二回「宝の会」開催。